# Julia Vidit
Julia Vidit, née le 25 septembre 1978 à Nancy, est une actrice et metteuse en scène de théâtre française.
Elle dirige le Théâtre de la Manufacture.

## Biographie
Actrice, metteuse en scène et formatrice, elle intègre d'abord l’École-Théâtre du Passage fondée par Niels Arestrup avant de rejoindre le Conservatoire national supérieur d'art dramatique de 2000 à 2003.
Attachée à créer des dispositifs scénographiques qui interrogent la perception, Julia Vidit défend une esthétique de l'adresse pour ouvrir un espace commun de questionnement. Les textes mis en scène ne sont pas prétextes : Julia Vidit s'attelle à faire entendre leurs langues et leurs idées. Au travers d'œuvres du répertoire et d'écritures contemporaines, elle invite les publics dans un jeu de conscience pour penser le monde dans lequel nous vivons. Au fil des mises en scène, Julia Vidit a pris acte de la nécessité de renouveler les publics et d'inviter les plus éloignés des centres d'art. Elle s'engage alors à faire avancer la représentation des minorités, visibles ou invisibles, sur les scènes qu'elle occupe avec ses équipes. Au centre de ce travail, la metteuse en scène réunit des acteurs et des actrices pour porter une interprétation précise, qui trouve son énergie et son émotion dans la franche décision de chercher du sens.
Au théâtre, Julia Vidit joue sous la direction de Ludovic Lagarde, Victor Gaultier-Martin, Jean-Baptiste Sastre, Edward Bond, Alain Ollivier et Jacques Vincey. Elle fait l'expérience du répertoire théâtral avec Shakespeare, Marivaux, Corneille, mais aussi d'auteurs contemporains tels que Jean Genet, Yukio Mishima, Michel Vinaver ou encore Carole Fréchette. Au cinéma, après quelques courts métrages d'étude, elle tourne avec Laurent Tuel et Thomas Vincent.

### La compagnie Java Vérité
En 2006, Julia Vidit crée la compagnie Java Vérité. Conventionnée par la Direction Régionale des Affaires Culturelles (DRAC) du Grand-Est depuis 2017, la région Grand Est depuis 2016, elle bénéficie également du soutien du département de Meurthe-et-Moselle, de la ville de Nancy et du mécénat Capstone.
Java Vérité explore le théâtre comme un jeu de conscience et vise à rencontrer tous les publics en proposant des formes scéniques volontairement variées. Certaines créations s’inscrivent dans l’idée d’un théâtre d’art fait pour de grands plateaux où la générosité de l’artifice scénique est au service d’une vision qui n’a pas peur de la démesure. D’autres formes, plus légères, sont jouées hors les murs au sein de lieux engagés dans la vie civile ou associative. C’est au cœur de ces lieux réels que la fiction trouve le meilleur appui pour créer un débat riche, dans lequel acteurs et spectateurs sont à égalité pour réfléchir, ressentir, échanger et s’émanciper.[style à revoir]
Chaque spectacle de Java Vérité a pour projet d’osciller entre réel et illusion. Par l’écart entre le mot et le signe, entre l’image et le propos, entre le concret et le rêvé, la Compagnie cherche à ouvrir un espace de délibération au travers de l’acte théâtral comme vecteur d’émancipation individuelle et collective.[incompréhensible]

### Créations
En 2006, Julia Vidit met en scène Emmanuel Matte dans Mon cadavre sera piégé de Pierre Desproges. En 2009, elle crée un Fantasio de Musset. En 2010, elle monte avec Emanuel Bémer un spectacle musical Bon gré mal gré. De 2011 à 2013, artiste associée trois ans à Scènes Vosges – Scène conventionnée d’Épinal, elle développe deux projets avec la population : Bêtes et Méchants et Le Grand A. Créé en 2014 au NEST - CDN de Thionville-Grand Est, Le Faiseur de théâtre de Thomas Bernhard est repris en tournée, notamment au Théâtre de l’Athénée. 
De 2014 à 2017, une résidence à l’ACB-Scène nationale de Bar-le-Duc accueille la création Illusions d’Ivan Vyrypaïev en mars 2015. Pour ce spectacle, Julia Vidit s’associe avec l’auteur et dramaturge Guillaume Cayet. Ils imaginent ensemble une forme participative : La Grande Illusion avec 60 amateurs, qui sera donnée lors de la saison 2015-2016. Elle y prépare aussi la création Le Menteur, de Pierre Corneille qui sera créée en octobre 2017 au Théâtre de la Manufacture - Centre dramatique national Nancy-Lorraine où elle est artiste associée sur la saison 2017-2018. En 2019, Julia Vidit est en résidence au Carreau-Scène nationale de Forbach où elle recrée La Grande Illusion de Guillaume Cayet avec 80 participants. En complicité avec un dessinateur-vidéaste, elle y prépare la production de La Bouche pleine de terre, de Branimir Šćepanović qui sera créée au Studio-Théâtre de Vitry en janvier 2020 et diffusée notamment sur les temps forts numériques des Centres dramatiques nationaux de Reims et Nancy. Une nouvelle création partagée voit le jour à La Scène Nationale 61 : Le Menteur 2.0 se créé en mai 2019 avec des habitants. Par ailleurs, Julia Vidit réfléchit à mettre en scène Chacun sa vérité de Luigi Pirandello, qui sera produit et accueilli par le NEST - CDN de Thionville-Grand Est en 2022.
Julia Vidit s’adresse régulièrement aux publics loin de l’offre théâtrale en proposant des pièces aux formes décentralisées. Elle a ainsi créé Rixe de Jean-Claude Grumberg en 2015 et Dernières Pailles de Guillaume Cayet en 2017. En 2019, elle met en place L’Autour, une itinérance artistique en région Grand Est dont le principe est de diffuser un spectacle suivi de nombreuses actions de médiation. Pour rencontrer les publics scolaires et les inviter aux œuvres en salle, Julia Vidit et Guillaume Cayet conçoivent Nous serons à l’heure, Le Menteur 2.0 et Skolstrejk (la grève scolaire), des petites formes très demandées qui résonnent avec les créations plus imposantes. 

### Actions d'éducation artistique et culturelle
Julia Vidit s’allie avec les acteurs, créateurs et structures culturelles afin de mener différents projets d’actions artistiques, pour et avec les publics. Le souhait de gommer la frontière entre création et action d’éducation artistique est un des objectifs majeurs de ces créations partagées. Toujours liés aux créations de la Compagnie Java Vérité, en salle ou hors les murs, ces ateliers de pratiques (jeu, écriture, scénographie, lumière) servent à sensibiliser et former les publics à l’art du théâtre.
Depuis 2011, Julia Vidit et ses collaborateurs explorent l’autour de l’œuvre et l’au-delà de l’œuvre. En 2014, naît un désir : faire œuvre avec les publics pour qui ils créent. Ainsi, ils imaginent des spectacles à géométrie variable pour les acteurs et les habitants, sans faire le deuil des exigences de la Compagnie Java Vérité. L'expérimentation de la création à partir d’échanges avec les publics – initiés ou non – est alors imaginée, en complicité avec une structure culturelle (théâtre, association, festival ou centre culturel). Il s’agit de s’inspirer des rencontres, des lieux et contextes, pour créer un objet théâtral à part entière, sensible et créatif.

### Formation d'acteurs
Attachée à la transmission, Julia Vidit est aussi formatrice, notamment auprès d’acteurs en voie de professionnalisation. Elle est membre régulière du jury du concours du Conservatoire National Supérieur d’Art Dramatique. En 2012 et 2014, elle est assistante à la mise en scène au Théâtre du Peuple-Bussang, chargée de la formation des acteurs amateurs. En 2013 et 2014, Julia Vidit est également formatrice pour l’Agence Culturelle d’Alsace. À l’été 2016, elle est metteuse en scène pour Les Tréteaux de France dans le cadre du stage de réalisation à Phalsbourg. Depuis septembre 2018, elle accompagne l’émergence de la Compagnie Logos dans la Région Grand Est, au sein des locaux de Java Vérité.

## Théâtre

### Menteuse en scène
Répertoire
- 2009 : Fantasio d’Alfred de Musset
- 2013 : La Nuit du Grand A, Badiou, Billet, Shakespeare et vous (création partagée)
- 2017 : Le Menteur[26] de Pierre Corneille
- 2022 : C'est comme ça (si vous voulez) d'après Luigi Pirandello

Écritures contemporaines
- 2007 : Mon cadavre sera piégé[27] de Pierre Desproges
- 2010 : Bon gré mal gré d’Emanuel Bémer
- 2014 : Le Faiseur de théâtre de Thomas Bernhard
- 2015 : Illusions d'Ivan Vyrypaïev
- 2016 : La Grande Illusion#1 de Guillaume Cayet (création partagée)
- 2017 : Dernières Pailles de Guillaume Cayet
- 2019 : La Grande Illusion#2[28] de Guillaume Cayet (création partagée)
- 2019 : Le Menteur 2.0 – version augmentée de Guillaume Cayet (création partagée)
- 2020 : La Bouche pleine de terre[29] de Branimir Scepanovic
- 2021 : Pour quoi faire ? de Marilyn Mattei
- 2022 : Dissolution de Catherine Verlaguet
- 2023 : Climato-quoi? de Guillaume Cayet
- 2024 : Quatrième A – Lutte de classes de Guillaume Cayet

Formes hors les murs
- 2012 : Rixe de Jean-Claude Grumberg
- 2014 : Nous serons à l’heure de Guillaume Cayet
- 2017 : Le Menteur 2.0 de Guillaume Cayet
- 2019 : L’Autour#2019, itinérance artistique
- 2020 : Skolstrejk, la grève scolaire de Guillaume Cayet

### Actrice
- 2016 : Textes sans frontière, lecture Stéphane Ghislain Roussel[30] / Projet transfrontalier Nest – Théâtre du Centaure – Théâtre Universitaire de Nancy
- 2014[31] : Small Talk de Carole Fréchette, mise en scène Vincent Goethals / Théâtre du Peuple à Bussang
- 2009-2010[32] : Madame de Sade de Yukio Mishima, mise en scène Jacques Vincey / La Coursive (Scène nationale)
- 2007-2009[33] : Le Cid de Pierre Corneille, mise en scène Alain Ollivier / Théâtre Gérard Philipe – CDN de Saint-Denis
- 2006-2007[34] : Le Numéro d’Équilibre d’Edward Bond, mise en scène Jérôme Hankins[35] / Festival d’Avignon IN
- 2005-2006 : La Vie de Timon de William Shakespeare, mise en scène Victor Gaultier-Martin[36] / CDN de Reims
- 2005 : Pièces Courtes de Thomas Bernhardt, mise en scène Marie Rémond / CDN de Dijon
- 2004-2005[37] : La Surprise de l’Amour de Marivaux, mise en scène Jean-Baptiste Sastre / Théâtre National de Chaillot
- 2003-2004 : Les Paravents de Jean Genet, mise en scène Jean-Baptiste Sastre / Théâtre National de Chaillot